# 张正宇
张正宇（1904年—1976年），字行之，号石门老人，男，江苏无锡人，中国舞台美术家、漫画家、出版家，曾任中国美术家协会理事。

## 家庭
父亲张亮生。兄长张光宇、曹涵美（张美宇）均为画家。